# Robert Nerson
Pour les articles homonymes, voir Nerson.
Robert Nerson (28 avril 1912, Strasbourg-9 mars 1962) est un médecin juif orthodoxe, connu pour son édition commentée de la Haggadah.

## Éléments biographiques
Robert Nerson est né le 28 avril 1912 à Strasbourg. il est un médecin et l'auteur d'un commentaire sur la Haggadah, réédité de nombreuses fois. Il est décédé le 9 mars 1962, à l'âge de 51 ans.

### Docteur en Médecine
Robert Nerson est Interne des Hôpitaux de Strasbourg. Il soutient sa thèse de doctorat en médecine à la Faculté de Médecine de Strasbourg, en 1938. Le titre de sa thèse est: Diagnostic clinique des tumeurs kystiques et des collections liquides intra-abdominales par la cystodiaphanoscopie.

### Famille
Robert Nerson est l'époux d'Yvette Nerson.

## Œuvres
- Robert Nerson. La Haggadah commentée. Illustrations par Benn. Colbo, Paris. 1966[5].
- Robert Nerson. Au fil de l'année juive et autres textes inédits. Éditions Associations Premiers Pas, Strasbourg[6].